# Concerto pour piano no 13 de Mozart
Pour les articles homonymes, voir Concerto pour piano (homonymie).
Le Concerto pour piano no 13 en ut majeur K. 415/387b est un concerto pour piano et orchestre de Wolfgang Amadeus Mozart. Composé à Vienne au printemps 1783, il est joué par l'auteur le 22 mars 1783. Il fait partie d'un groupe de trois concertos composés à cette époque, avec les no 11, K. 413 et no 12, K. 414.

## Instrumentation
| Instrumentation du concerto pour piano no 13 en do majeur, K. 415/387b         |
| Soliste                                                                        |
| piano                                                                          |
| Cordes                                                                         |
| premiers violons, seconds violons, altos, violoncelles, contrebasses           |
| Bois                                                                           |
| 2 hautbois, 2 bassons                                                          |
| Cuivres                                                                        |
| 2 cors en ut (en fa dans l'Andante), 2 trompettes en ut (tacet dans l'Andante) |
| Percussions                                                                    |
| timbales en ut et sol (tacet dans l'Andante)                                   |

## Structure
Le concerto comprend 3 mouvements :
1. Allegro, en ut majeur, à , cadence à la mesure 300, 313 mesures - partition
2. Andante, en fa majeur, à 
 ➜ Eingang, mesure 50 ➜ Tempo primo, mesure 51, cadence à la mesure 85, 88 mesures - partition
3. Rondo Allegro, en ut majeur, à 
 ➜ Adagio, à 
, mesure 49 ➜ Allegro à 
, mesure 64 ➜ Eingang, mesure 122 ➜ Tempo primo, mesure 123 ➜ Adagio, à 
, mesure 216 ➜ Eingang, mesure 231 ➜ Allegro à 
, mesure 232, 262 mesures - partition

Durée : 25 minutes

Introduction de l'Allegro (Violons 1 et 2, Violoncelle)
La lecture audio n'est pas prise en charge dans votre navigateur. Vous pouvez télécharger le fichier audio.

Introduction de l'Andante (Violons 1 et 2)
La lecture audio n'est pas prise en charge dans votre navigateur. Vous pouvez télécharger le fichier audio.
Introduction du RONDEAU: Allegro (Piano)
La lecture audio n'est pas prise en charge dans votre navigateur. Vous pouvez télécharger le fichier audio.